# Жоель Малль
Жоель Малль (фр. Joël Mall, грец. Τζόελ Μαλ нар. 5 квітня 1991, Баден) — швейцарський і кіпрський футболіст, воротар клубу «Серветт» і національної збірної Кіпру.

## Клубна кар'єра
Народився 5 квітня 1991 року в Бадені. Вихованець футбольної школи клубу «Аарау». Дорослу футбольну кар'єру розпочав 2009 року в основній команді того ж клубу, в якій провів шість сезонів, взявши участь у 112 матчах чемпіонату. 
Протягом 2015–2017 років захищав кольори «Грассгоппера», звідки перебрався до Німеччини, де протягом сезону був резервним голкіпером команди «Дармштадт 98».
Згодом протягом 2018–2023 роках виступав у першості Кіпру, де встиг пограти за «Пафос», лімасольський «Аполлон», АЕК (Ларнака) та нікосійський «Олімпіакос».
2023 року повернувся на батьківщину, уклавши контракт із «Серветтом». У першому ж сезоні у новій команді допоміг їй здобути Кубок Швейцарії.

## Виступи за збірні
2011 року дебютував у складі юнацької збірної Швейцарії (U-20), загалом на юнацькому рівні взяв участь у 5 іграх, пропустивши 7 голів.
Влітку 2023 року, після тривалих виступів на Кіпрі, отримав громадянство цієї країни і невдовзі дебютував в офіційних матчах за національну збірну Кіпру.
| Дата       | Місто      | Господарі  | Результат | Гості     | Турнір            | Голи | Примітки |
| ---------- | ---------- | ---------- | --------- | --------- | ----------------- | ---- | -------- |
| 17-6-2023  | Ларнака    | Кіпр       | 1 – 2     | Грузія    | Відбір до ЧЄ 2024 | -2   |          |
| 20-6-2023  | Осло       | Норвегія   | 3 – 1     | Кіпр      | Відбір до ЧЄ 2024 | -3   |          |
| 8-9-2023   | Ларнака    | Кіпр       | 0 – 3     | Шотландія | Відбір до ЧЄ 2024 | -3   |          |
| 12-9-2023  | Гранада    | Іспанія    | 6 – 0     | Кіпр      | Відбір до ЧЄ 2024 | -6   |          |
| 12-10-2023 | Ларнака    | Кіпр       | 0 – 4     | Норвегія  | Відбір до ЧЄ 2024 | -4   |          |
| 15-10-2023 | Тбілісі    | Грузія     | 4 – 0     | Кіпр      | Відбір до ЧЄ 2024 | -4   |          |
| 16-11-2023 | Лімасол    | Кіпр       | 1 – 3     | Іспанія   | Відбір до ЧЄ 2024 | -3   |          |
| 21-3-2024  | Лімасол    | Кіпр       | 1 – 1     | Латвія    | товариський матч  | -1   | 45'      |
| 25-3-2024  | Ларнака    | Кіпр       | 0 – 1     | Сербія    | товариський матч  | -1   |          |
| 8-6-2024   | Кишинів    | Молдова    | 3 – 2     | Кіпр      | товариський матч  | -3   |          |
| 11-6-2024  | Серравалле | Сан-Марино | 1 – 4     | Кіпр      | товариський матч  | -    |          |
| Усього     |            | Матчів     | 11        |           | Голів             | -30  |          |

## Титули і досягнення
- Володар Кубка Швейцарії (1):

«Серветт»: 2023-2024